# Farsa de Ávila

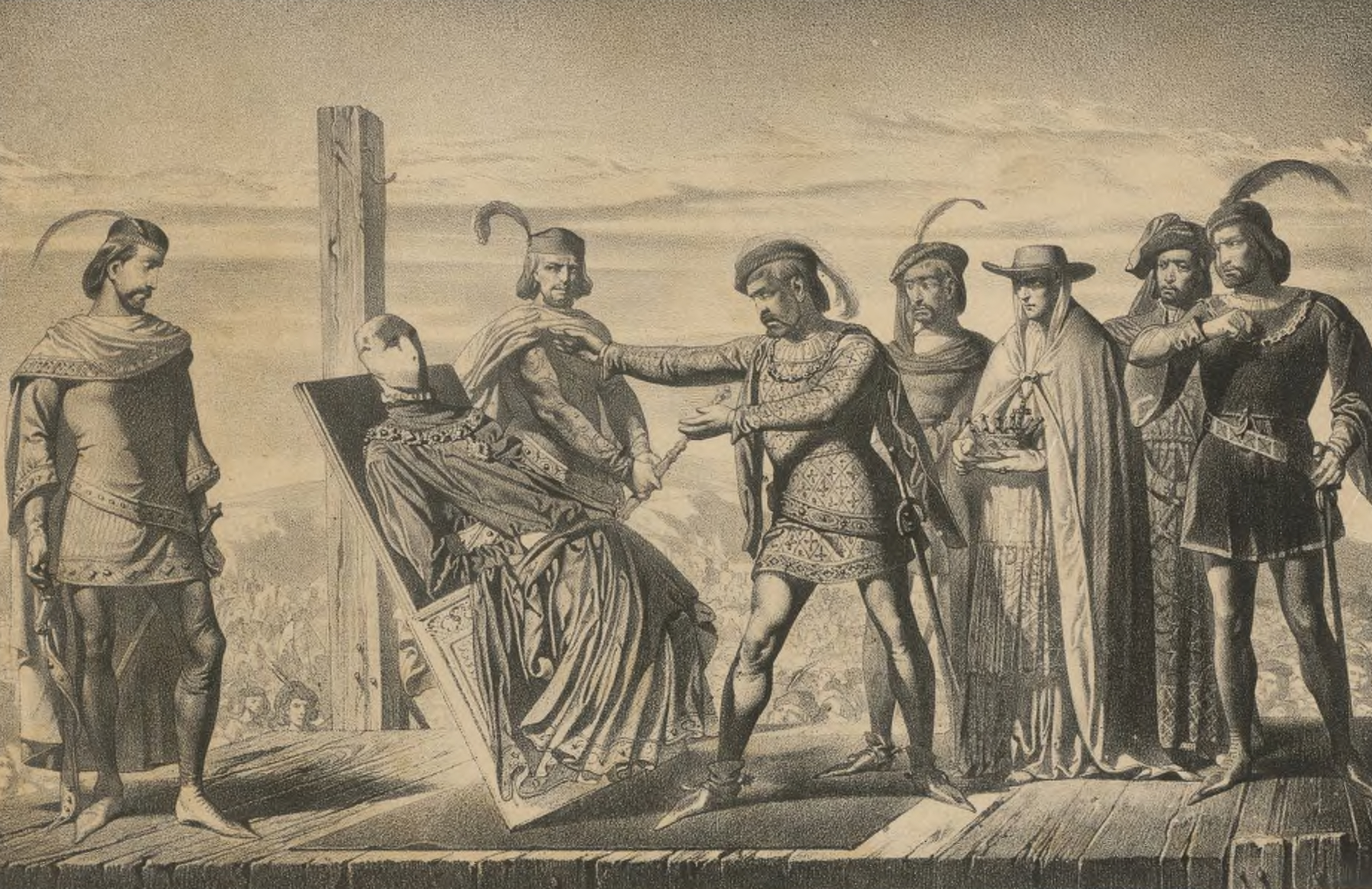
Representação da Farsa de Ávila em uma litografia de 1862

A Farsa de Ávila foi uma cerimônia ocorrida em 5 de junho de 1465 nos arredores de Ávila, na qual um grupo da alta nobreza castelhanos, conhecido como Liga Nobiliária, depôs em efígie o rei Henrique IV de Castela e proclamou rei em seu lugar seu meio-irmão, o infante Afonso. O nome com que ficou conhecido o evento se deve aos seus detratores.

## Antecedentes
Durante o reinado de Henrique IV os diversos grupos nobiliários lutaram entre eles e contra o rei para conseguir parcelas de poder. O poderoso Juan Pacheco, Marquês de Vilhena estava descontente com o trato de favor de Henrique a seus rivais Mendoza e e ao valido Beltrán de la Cueva. O marquês formou uma aliança contra o rei junto com os arcebispos de Toledo, Sevilha e Santiago, a família Enríquez, os condes de Plasencia e de de Alba e outros nobres e eclesiásticos menores.
Em 11 de dezembro de 1464 a liga anti-henriquenha deu um ultimato: se o rei não retificasse seu comportamento e se desfizesse de seu governo, o destituiriam. Henrique tratou de negociar mas não houve acordo e o rei foi deposto, primeiro em Plasencia em 27 de abril de 1465 e depois em Ávila em 5 de junho.

## Desenvolvimento da cerimônia

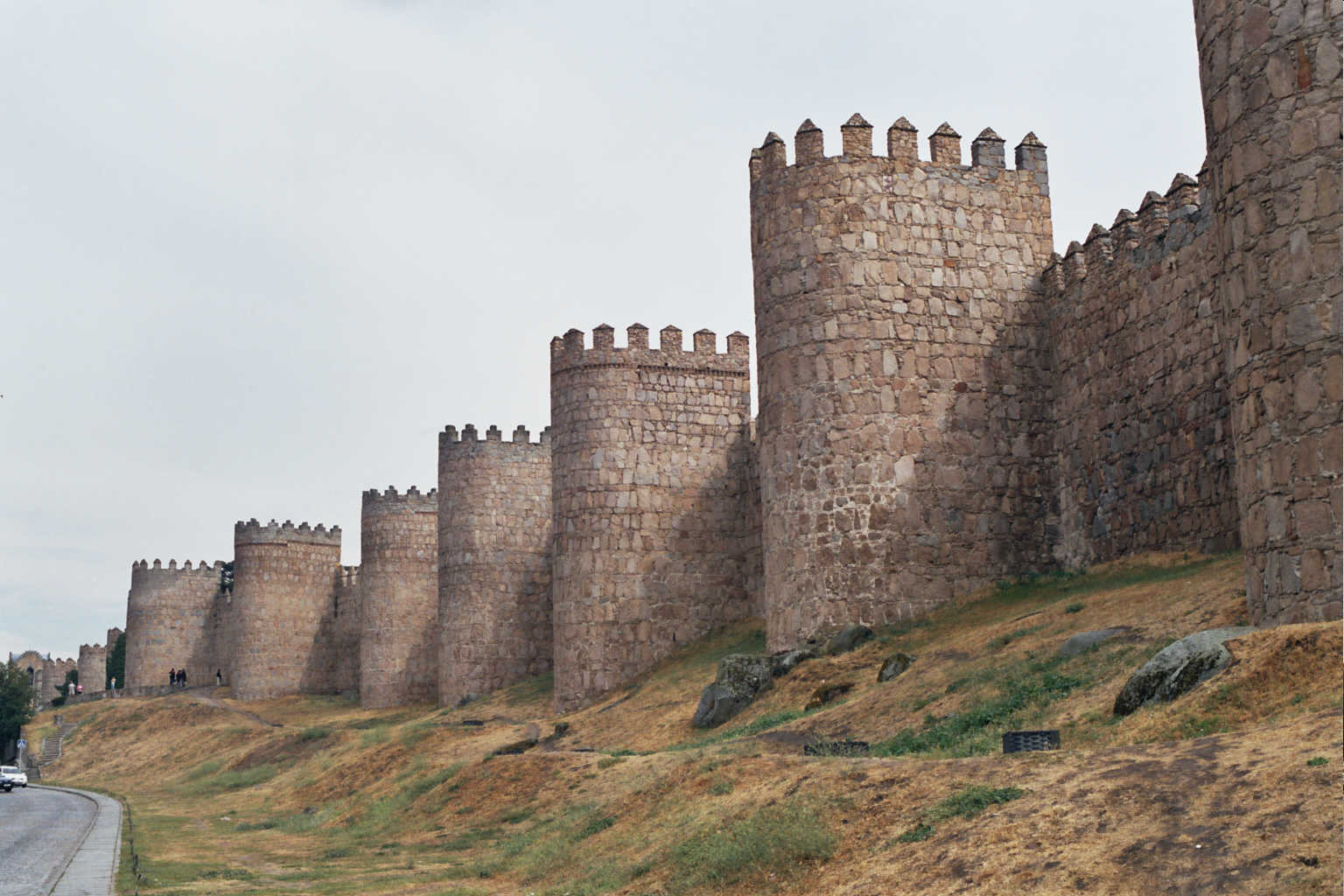
Muralhas medievais de Ávila

Sobre um grande tablado visível a grande distância, os conjurados colocaram uma estátua de madeira que representava ao rei vestido de luto e enfeitado com a coroa, o bastão e a espada reais.
Na cerimônia estavam presentes Alfonso Carrillo, arcebispo de Toledo, o marquês de Vilhena, o conde de Plasencia, o conde de Benavente e outros cavaleiros de menos status, além de um público composto por populares. Também se encontrava ali o infante Afonso, que na época sequer tinha 13 anos de idade.
Foi celebrada uma missa e, uma vez terminada, os rebeldes subiram ao tablado e leram uma declaração com todos os agravos dos que acusavam Henrique IV. Segundo eles, o rei mostrava simpatia pelos muçulmanos, era homossexual, tinha um caráter pacífico e, a acusação mais grave, não era o verdadeiro pai da princesa Joana, a que portanto negavam o direito a herdar o trono.
Depois do discurso, o arcebispo de Toledo tirou da efígie a coroa, símbolo da dignidade real. Logo o conde de Plasencia tirou-lhe a espada, símbolo da administração de justiça, e o conde de Benavente tirou-lhe o bastão, símbolo do governo. Por último, Diego López de Zúñiga, irmão do conde de Plasencia, derrubou a estátua gritando “¡A tierra, puto!”
Logo em seguida, subiram o infante Afonso ao tablado, o proclamaram rei aos gritos de “¡Castilla, por el rey don Alfonso!” e procederam à cerimônia do beija-mãos.

## Consequências
O novo rei Afonso XII foi considerado um fantoche nas mãos do marquês de Vilhena e não foi aceito por uma grande parte do país, que se manteve leal a Henrique IV. A situação degenerou em distúrbios que duraram até a morte de Afonso em 1468 e a submissão de sua irmã Isabel à autoridade de Henrique.
Mais adiante, o marquês de Vilhena e seus parentes e aliados romperam com Isabel e, ao morrer Henrique em 1474, apoiaram a princesa Joana como herdeira ao trono. Começou assim a Guerra de Sucessão de Castela, que se prolongaria até 1479.